# Marrat
Marrat (arab. مراط) – miejscowość w Syrii, w Dajr az-Zaur. W 2004 roku liczyła 9496 mieszkańców.